# Parlamentswahl in São Tomé und Príncipe 2018
Die Parlamentswahl in São Tomé und Príncipe 2018 fand am 7. Oktober statt. Sie war die achte freie Wahl für die elfte Legislaturperiode der 55-sitzigen Assembleia Nacional in São Tomé und Príncipe. 97.274 Wähler waren in 247 Wahllokalen zur Wahl aufgerufen.

## Ausgangslage
- MLSTP-PSD: 16
- PCD: 5
- UDD: 1
- ADI: 33

Die Acção Democrática Independente (ADI) Regierung des Premierministers Patrice Trovoada will ihre 2010 errungene und 2014 ausgebaute Parlamentsmehrheit von 33 Sitzen gegen die Oppositionspartei Movimento de Libertação de São Tomé e Príncipe-Partido Social Democrata (MLSTP-PSD) mit 16 Sitzen verteidigen.
Die Partido de Convergência Democrática – Grupa de Reflexão (PCD) erneuerte das 2002 und 2006 bestehende Wahlbündnis mit der Movimento Democrático das Forças da Mudança-Partido Liberal (MDFM-PL) sowie der ADI-Abspaltung União dos Democratas para Cidadania e Desenvolvimento (UDD).
Wahlkampfthema war unter anderem die angespannte wirtschaftliche Lage São Tomés und Príncipes und der hohe Anteil der unterhalb der Armutsgrenze lebenden Bevölkerung, der laut MLSTP-PSD unter der ADI Regierung noch zu genommen habe. Die letzte offizielle Statistik stammt aus dem Jahr 2010. Nach Einschätzung der Weltbank habe sich an der Armutsquote seitdem nichts Grundlegendes geändert. So habe noch immer rund ein Drittel der Bevölkerung weniger als 1,9 US$ und zwei Drittel der Bevölkerung weniger als 3,2 US$ pro Tag.

## Ergebnisse
- MLSTP-PSD: 23
- Unabh.: 2
- PCD/MDFM/UDD: 5
- ADI: 25

Nach den Ergebnissen der Nationalen Wahlkommission hat die bisherige Regierungspartei ADI ihre absolute Mehrheit mit einem Verlust von acht Sitzen in der Assembleia Nacional eingebüßt.
Das Wahlbündnis aus PCD, MDFM und UDD hat einen Sitz verloren. Neu in der Assembleia Nacional vertreten ist die Liste der Unabhängigen mit zwei Abgeordneten.
| Listen                                                                    | Stimmen | %    | Mandate |
| ------------------------------------------------------------------------- | ------- | ---- | ------- |
| Acção Democrática Independente (ADI)                                      | 32.731  | 44,2 | 25      |
| Movimento de Libertação de São Tomé e Príncipe (MLSTP)                    | 31.493  | 42,5 | 23      |
| Coligação (PDC – MDFM – UDD)                                              | 7.416   | 10,0 | 5       |
| Movimento de Cidadãos Independentes de São Tomé e Príncipe (MCI)          | 1.153   | 1,6  | 2       |
| Partido Força do Povo de São Tomé e Príncipe (PDPSTP)                     | 828     | 1,1  | –       |
| Movimento Social Democrata – Partido Verde de São Tomé e Príncipe (MSDPV) | 433     | 0,6  | –       |
| Gesamt                                                                    | 74.054  | 100  | 65      |
|                                                                           |         |      |         |
| Ungültige Stimmen                                                         | 4.563   | 5,8  |         |
| Wähler                                                                    | 78.617  | 80,8 |         |
| Wahlberechtigte                                                           | 97.240  |      |         |
|                                                                           |         |      |         |
| Quelle: Diário da República                                               |         |      |         |